# Negros-Spitzmaus
Die Negros-Spitzmaus (Crocidura negrina) ist eine Spitzmaus aus der Gattung der Weißzahnspitzmäuse. Sie ist auf der Philippinen-Insel Negros endemisch.

## Merkmale
Die Negros-Spitzmaus erreicht eine Größe von 15,5 bis 16,7 Zentimetern. Die Schwanzlänge beträgt 68 bis 73 mm und die Hinterfußlänge 73 mm. Sie sieht der Moschusspitzmaus ähnlich, ist aber viel kleiner, hat einen längeren, schlanken Schwanz und ein dunkleres Fell. Die Oberseite und die Flanken sind allgemein schwarz mit einer gräulichen Tönung. Die Unterseite ist dunkelbraun mit zahlreichen weißlichen Flecken, die besonders am Bauch sichtbar sind.

## Vorkommen
Die Negros-Spitzmaus lebt in Regenwäldern in der Nähe der Cuemos-Negros-Vulkane im Süden der Insel Negros in Höhenlagen zwischen 500 und 1.450 m.

## Bestand und Gefährdung
Die Populationsgröße der Negros-Spitzmaus ist nicht bekannt. Bisher wurden nur sechs Exemplare gesammelt; das erste im Jahre 1948, die anderen in den 1980er-Jahren. Bei Suchen im Bereich des Mount Kanloan im nördlichen Negros wurde die Art nicht gefunden. Die IUCN stuft die Negros-Spitzmaus in die Kategorie „stark gefährdet“ (endangered) ein. Als Hauptursache für ihre Seltenheit gilt der Bau eines Geothermiekraftwerks, für das weite Teile des Verbreitungsgebietes gerodet wurden.